# Seconde bataille de Memphis
Guerre de Sécession
Batailles
Défense du Mississippi de Forrest
- Yazoo City
- Brice's Crossroads
- Tupelo
- 2e Memphis

La seconde bataille de Memphis est une bataille de la guerre de Sécession, survenue le 21 août 1864, dans le comté de Shelby, Tennessee.

## Bataille

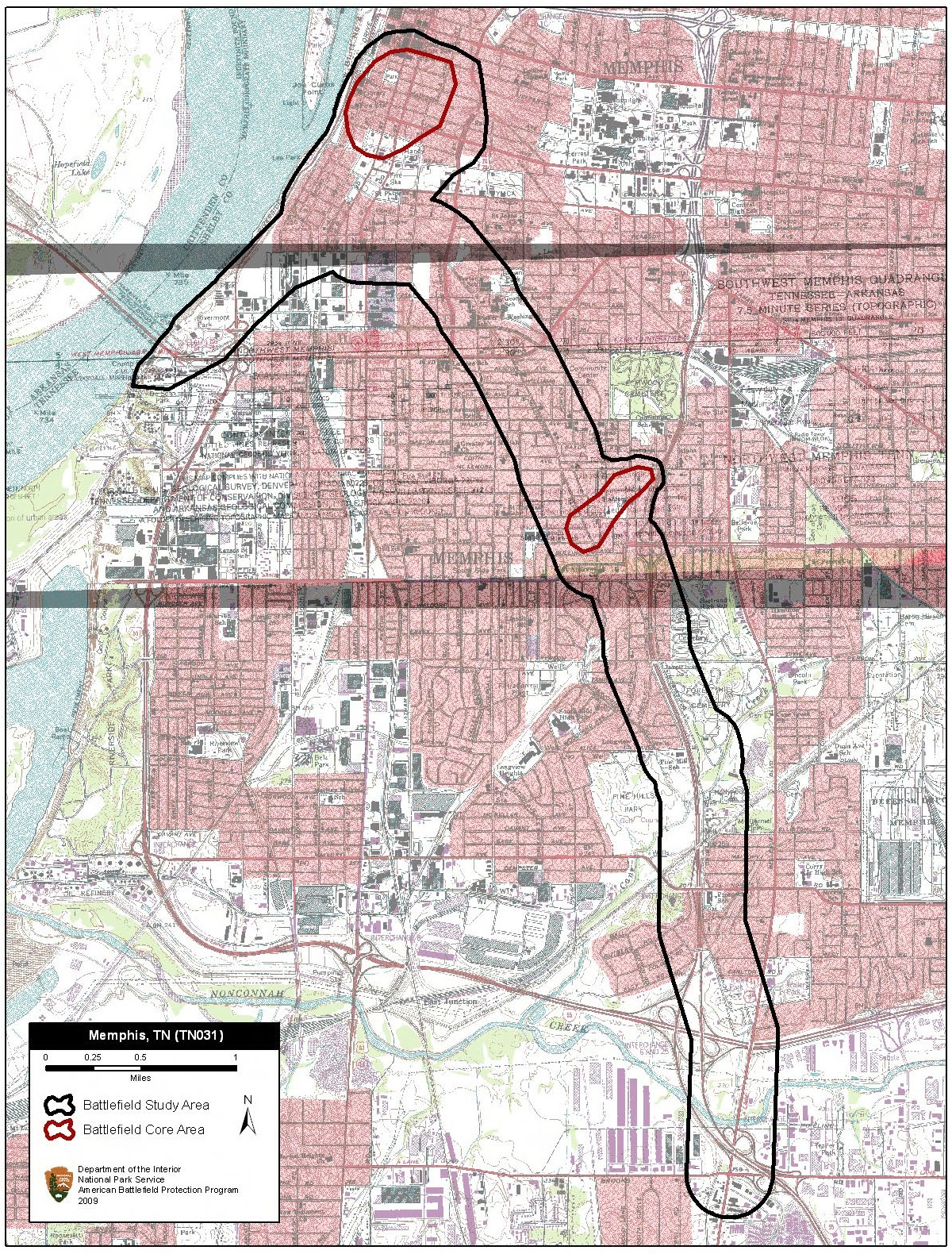
La carte du champ de bataille de Memphis II et les zones d'étude par le programme de protection des champs de bataille américains.

À 4 heures du matin le 21 août 1864, le major général Nathan Bedford Forrest fait un raid audacieux contre Memphis, dans le Tennessee tenu par l'Union, mais ce n'est pas une tentative pour s'emparer de la ville, qui est occupée par 6 000 troupes fédérales. Le raid a trois objectifs : capturer trois généraux de l'Union ; libérer des prisonniers sudistes de la prison d'Irving Block ; entraîner le rappel des forces de l'Union du nord du Mississippi. Frappant le nord-ouest de Memphis avec 2 000 cavaliers, Forrest perd environ un quart de sa force en raison de l'épuisement des chevaux. La surprise est essentielle. Profitant d'un épais brouillard de l'aube et prétendant être une patrouille de l'Union revenant avec les prisonniers, les confédérés éliminent les sentinelles.
Galopant à travers les rues et échangeant des coups de feu avec les autres troupes de l'Union, les raiders se divisent pour poursuivre des missions distinctes. Un général de l'union n'est pas dans ses quartiers. Un autre, le général Cadwallader C. Washburn s'échappé vers le fort Pickering, vêtu en chemise de nuit. Forrest prend l'uniforme de Washburn, mais lui retourne plus tard sous un drapeau de trêve. Selon une légende de Memphis, les cavaliers confédérés entrent dans le hall de l'hôtel de luxe Gayoso House Hotel à la recherche d'officiers Yankees. Une rue de Memphis est nommée « General Washburn's Escape Alley » en commémoration de cette fuite. L'attaque sur la prison d'Irving Block échoue également lorsque les troupes de l'Union arrêtent le corps principal à l'université féminine de l'État (State Female College). Au bout de deux heures, Forrest décide de se retirer, coupant les fils télégraphiques, capturant 500 prisonniers, et de grandes quantités de fournitures, y compris de nombreux chevaux.

## Résultats
Bien que Forrest échoue à Memphis, son raid influence les forces de l'Union pour y retourner, à partir du nord du Mississippi, et fournir une protection. Le général de l'Union Hurlbut est cité par la suite comme ayant dit, « ll y va de nouveau ! Ils m'ont remplacé par Washburn parce que je ne pouvais pas maintenir Forrest hors du Tennessee de l'ouest, et Washburn ne peut pas le maintenir hors de sa propre chambre à coucher ! ».

## Liens Externes
- Mise à jour du rapport du CWSAC
- Gayoso House Hotel
- Base de données sur les soldats et marins du service des parcs nationaux